# پینگشیانگ، گوانگشی
پینگشیانگ (به لاتین: Pingxiang) یک county-level city در جمهوری خلق چین است که در چونگزوو واقع شده‌است.